# Zusi (Zugsimulator)
Zusi ist eine Eisenbahn-Fahrsimulation für Windows von Carsten Hölscher für den professionellen und den Hobby-Bereich mit Fokus auf Deutschland.
Schwerpunkt dieser Zugsimulation ist die authentische Simulation von Signal- und Sicherungssystemen sowie die dynamischen Eigenschaften von Triebfahrzeugen und Zügen. Entwickler und Vertreiber ist Carsten Hölscher aus Braunschweig.

## Entwicklungsgeschichte
Zusi ist in der Sprache Object Pascal programmiert. Die erste Demo-Version des Simulators wurde am 21. Dezember 2000 veröffentlicht, die erste Vollversion folgte am 24. März 2001. Sie enthielt bereits die bis heute für die Zusi-Versionen 1 und 2 charakteristische untexturierte Polygondarstellung der Landschaft, damals umgesetzt mit dem sogenannten Retained Mode von DirectX. Führerstandsdarstellung und Geräuschkulisse waren noch rudimentär. Zusi verstand sich als Nachfolger der damals im deutschsprachigen Raum recht populären Eisenbahnsimulation Railsim, deren Entwickler die Weiterentwicklung von Railsim zugunsten von Zusi einstellte, das sich allerdings nur noch an Deutschland orientierte. Um schneller zu einem Pool von befahrbaren Strecken zu kommen, konnten ab Sommer 2001 Railsim-Strecken ins Zusi-Format konvertiert werden. Im November 2001 erschien Zusi Version 2.0, die erstmals Motorsound und fotorealistische Führerstände enthielt. Durch eine Zusatzsoftware wurde ab Herbst 2001 der Bau von Strecken mit originalen Trassierungsparametern und Höhenlage ermöglicht, später auch die direkte Umsetzung von digitalen Höhenmodellen in Zusi-Landschaften. Ab Version 2.3 vom 23. September 2002 sind Züge nicht mehr ausschließlich auf eine Fahrtrichtung beschränkt, sondern können durch Vorgabe im Fahrplan an bestimmten Punkten im Streckennetz die Richtung wechseln. Seit Sommer 2004 können Fahrdaten per TCP an Drittsoftware ausgegeben werden. Mit Version 2.4 wurde die Grafik-Engine auf Basis des Immediate Mode von DirectX 9 neu implementiert, und ab Version 2.4.6.0 unterstützt Zusi 2 die Darstellung texturierter Objekte. Angesichts der zu Ende gehenden Produktlebensdauer der Version 2 werden texturierte Objekte allerdings nur spärlich genutzt.

## Zusi Version 2

### Besonderheiten
Die hauptsächliche Stärke der Zusi Version 2 liegt in der Detailgenauigkeit und Vorbildtreue der Physik- und Signalsimulation. Simuliert werden komplette Streckennetze, die gleichzeitig von mehreren Zügen befahren werden können. Den Zugbetrieb regelt ein komplexer Algorithmus, der anhand von Fahrplänen eines jeden Zuges die Rolle des Fahrdienstleiters übernimmt. Hierbei beeinflussen sich die Züge gegenseitig, so dass sich Verzögerungen auf das gesamte Streckennetz auswirken können. Fremde Züge werden durch Autopiloten gefahren; man kann während der Simulation den selbst zu führenden Zug wechseln.
Auch die Signal- und Sicherungssysteme (hauptsächlich in Deutschland gebräuchliche Signale) werden vorbildgetreu simuliert.
Zusi wird kontinuierlich weiterentwickelt, wobei auch Anregungen der Benutzer in die Entwicklung einfließen. Benutzer des Programms können diese Updates kostenlos herunterladen. Strecken können mit einem im Zusi-Paket enthaltenen Editor auch selbst erstellt werden.

### Funktionen
Im Folgenden werden einige Aspekte des Eisenbahnbetriebs genannt, die in Zusi (Version 2.4) bzw. den dazu verfügbaren Strecken und Fahrzeugen nachgebildet werden.
Im Vordergrund stehen reguläre Zugfahrten gemäß Fahrplan, aber auch Rangierfahrten und Sperrfahrten sind möglich, wobei auch Rangierfahrten nach dem vorgegebenen Fahrplan durchgeführt werden müssen.
Der virtuelle Triebfahrzeugführer muss Sicherungssysteme wie SIFA, PZB/Indusi, LZB und GNT bedienen und die hierdurch vorgegebenen Höchstgeschwindigkeiten und Bremskurven einhalten. Langsamfahrstellen und andere Geschwindigkeitsänderungen können wie beim Vorbild durch Geschwindigkeitsprüfabschnitte abgesichert werden. Seit einiger Zeit sind in Zusi 3 auch das ETCS sowie das ZBS der S-Bahn Berlin vorhanden.
Weiter müssen die Bremsen (Indirekte Bremse mit verschiedenen Führerbremsventilen, Zusatzbremse, je nach Fahrzeug auch eine dynamische Bremse oder die Magnetschienenbremse), der Antrieb (je nach Führerstand Handrad oder Hebel, Fahrstufenwahl oder Zugkraftsteller; auch Auf-Ab-Steuerung, Kombihebel sowie AFB kommen vor), Sandstreueinrichtung, Makrofon und die Türen (verschiedene Türsteuerungssysteme) bedient werden. Bremsstellung und Bremshundertstel werden im Rahmen eines vereinfachten Modells berücksichtigt, bei dem alle Fahrzeuge eine einheitliche Bremsstellung haben und alle Bremsen im Zug rechnerisch zu einer einzigen starken Bremse zusammengefasst werden. Effekte wie die Durchschlagsgeschwindigkeit von Druckwechseln in der Hauptluftleitung können damit nur näherungsweise berücksichtigt werden.
Es werden die deutschen Signalsysteme H/V-Signalsystem (als Form- und als Lichtsignale), Hl-Signalsystem und Ks-Signalsystem simuliert, außerdem Schutzsignale/Sperrsignale, Zusatzsignale, Bahnübergangssignale, Langsamfahrsignale und Nebensignale. Dabei werden fahrstraßenabhängige Geschwindigkeitsbegrenzungen signalisiert (mit Hp2 und/oder Zs3) und deren Einhaltung aufgezeichnet, einschließlich des anschließenden Weichenbereichs. Fahrten auf Ersatzsignal oder auf Befehl, Gegengleisfahrten verschiedener Arten, Bahnübergangsstörungen treten zufallsgesteuert auf und müssen korrekt behandelt werden.
Auf einigen Strecken kommen ausländische (beispielsweise schweizerische) oder weitere deutsche Signalsysteme zum Einsatz.
Nach Fahrtende werden Verlaufsgrafiken (Geschwindigkeiten über Weg oder Zeit sowie Ereignisse) und eine Bewertung angezeigt. In dieser führen Geschwindigkeitsüberschreitungen und sicherheitsrelevante Fehler (wie eine nicht gedrückte PZB-Wachsam-Taste mit folgender Zwangsbremsung) zu Abzügen. Ebenso fließen ein: Verspätungen, Fahrzeugüberlastungen durch Schleudern oder Oberstromüberschreitung, Fehler bei Türfreigabe und Zugaufsicht. Der Energiebedarf für die Fahrt wird ermittelt.
Nicht abgebildet werden Vorbereitungshandlungen (Aufrüsten, Zugbildung, Bremsprobe), Zugfunk, Fahrzeugstörungen (über Fehlbedienungen hinaus) und Unfälle. Triebfahrzeugwechsel und Kuppeln von Wagen werden insoweit dargestellt, dass der Zug nach dem Anhalten im neuen Zustand erscheint. Fahrtrichtungswechsel sind nur an vorbereiteten Punkten im Streckennetz möglich.

### Grafische Darstellung
Die grafische Darstellung der Szenerie beschränkt sich auf untexturierte Polygonzüge. Außer der eigenen Bewegung werden die anderen aktiven Züge fahrend gezeigt. In Abhängigkeit von der jeweiligen Strecke werden teilweise auch Straßenfahrzeuge und Schiffe bewegt dargestellt. Signale und Bahnübergänge werden vereinfacht animiert.
Die Führerstände der Triebfahrzeuge werden nicht als dreidimensionales Modell erzeugt, sondern in der Regel durch Foto-Hintergründe, entstanden aus Originalaufnahmen, sehr realistisch dargestellt. Hebel, Schalter und Handrad sowie Zeigerinstrumente (für Bremsleitungsdruck, Geschwindigkeit, Motordrehzahl/Motorstrom, Zugkraft etc.) und Leuchtmelder werden darin situationsabhängig bewegt bzw. animiert.
In einem Zusatzfenster wird der Buchfahrplan mit den Betriebsstellen, zulässigen Geschwindigkeiten und Fahrzeiten angezeigt.

### Fahrzeuge
Der Schwerpunkt liegt ganz klar auf Fahrten mit elektrischen und dieselbetriebenen Triebfahrzeugen. Dampflokomotiven kommen allenfalls am Rande vor, für sie gibt es in Zusi 2 kein geeignetes Antriebsmodell. Diverse Züge werden mit einem Steuerwagen gefahren. Je nach Typ des führenden Fahrzeugs ist das jeweils vorhandene Indusi-System (I54, I60, I60R, PZB90 V1.5/1.6, PZ80, PZ80R oder Integra-Signum) zu bedienen, daneben die LZB oder GNT, sofern zug- und streckenseitig vorhanden. Einige Fahrzeugen gibt es mit mehreren Lackierungen und/oder Führerständen, die sich beispielsweise im Indusi-System oder im Vorhandensein der LZB unterscheiden.

### Strecken
Im genannten Bestand sind etliche Nachbauten von realen Strecken sowie Fantasiestrecken. Die Strecken haben sehr unterschiedliche Größen, auch Detailgrad, Vorbildjahr (Epoche) und Vorbildtreue variieren. Zu nennen sind beispielsweise:
- die Linke Rheinstrecke von Köln-Deutz bis über Koblenz hinaus
- die Obere Ruhrtalbahn von Schwerte (bzw. Hagen) bis Brilon Wald (zuzüglich der Teilstrecke Nuttlar–Winterberg der Bahnstrecke Nuttlar–Frankenberg und weiteren Streckenstücken)
- im Netz Südniedersachsen der Abschnitt Kreisensen–Göttingen der Hannöverschen Südbahn (KBS 350), der Abschnitt Hildesheim–Göttingen der Schnellfahrstrecke Hannover–Würzburg (KBS 351), die Verbindung Braunschweig–Kreiensen und die Strecke Altenbeken–Northeim (Bahnstrecke Altenbeken–Kreiensen und Sollingbahn)
- im Netz Nordbaden die Neckartalbahn (KBS 705) von Heidelberg bis hinter Neckargemünd, die Elsenztalbahn (KBS 706) von Neckargemünd bis Grombach und der Abschnitt Mannheim-Friedrichsfeld–Rot-Malsch der Rheintalbahn (Mannheim–Basel) sowie weitere Streckenstücke
- Bahnstrecken Freilassing–Bad Reichenhall und Bad Reichenhall–Berchtesgaden  (KBS 954)
- der Abschnitt Lollar–Friedberg der Main-Weser-Bahn (KBS 630) und weitere Streckenstücke
- die österreichische Semmeringbahn

### Mitgelieferte Hilfsmittel
Im Programmpaket enthalten sind neben dem eigentlichen Simulationsprogramm verschiedene Editoren, die das Erstellen eigener Streckennetze, Szenerieobjekte und Fahrzeuge ermöglichen. Da diese Editoren wie professionelle CAD-/CAE-Software aufgebaut sind, ist im Gegensatz zu den Editoren bei Produkten wie Trainz einige Einarbeitungszeit erforderlich.

### Ergänzende Programme
Der Simulator kann die aktuellen Fahrdaten nahezu in Echtzeit über ein binäres TCP-basiertes Protokoll ausgeben und kann daher durch Zusatzprogramme ergänzt werden. Die gegenwärtig vorhandenen Programme, die diese Schnittstelle nutzen, umfasst unter anderem eine Software, die viele Funktionen der auf modernen Lokomotiven vorhandenen Diagnose- und EBuLa-Displays simuliert. Da der Simulator in der gegenwärtigen Version die Geräuschkulisse von Drehstromelektroloks nicht realistisch darstellen kann, wurde ein weiteres Zusatzprogramm entwickelt, das anhand der Fahrdaten die Geräusche erzeugt. Die genannten Programme können kostenlos separat heruntergeladen werden.

## Zusi Version 3
Version 3 ist nach mehrjähriger Entwicklung erschienen. Erstmals gibt es getrennte Versionen für Ausbildungszwecke und für Privatkunden.

### Zusi 3 Hobby
Aufgrund des erhöhten Entwicklungsaufwands der Privatkunden-Version gegenüber der Version für Ausbildung im kommerziellen Bereich kam es dazu, dass Zusi 3 für Privatkunden (Zusi 3 Hobby) erst im Februar 2016 erschienen ist. Schon seit November 2011 existiert allerdings eine Beta-Demo-Ausgabe der Privatkunden-Version. Neben dem Eigenvertrieb durch den Entwickler ist Zusi 3 seit dem 18. Juni 2019 auch als Aerosoft Edition über den Publisher Aerosoft im Einzelhandel und als Download erhältlich.
Die grafische Darstellung in Zusi 3 basiert auf texturierten Objekten. Die Fahrphysik wurde im Vergleich zur Vorgängerversion nochmals verfeinert. So ist in Version 3 auch das Regelungsverhalten füllungs- statt drehzahlgeregelter Dieselmotoren abbildbar und die Druckluftbremsen im Zug werden mit individueller Bremsstellung und weiteren Eigenschaften einzeln berechnet. Fahrplanmäßige Fahrtrichtungswechsel sind nicht mehr wie bei Zusi 2 auf vorbereitete Stellen im Netz beschränkt, sondern sind in jedem Gleis möglich, das beidseitig durch Hauptsignale begrenzt ist.
Die im Juli 2019 veröffentlichte Version 3.3 integriert die externe Zusatzsoftware ZusiDisplay zur vorbildgetreuen und voll funktionsfähigen Darstellung der technischen Bedienpanels (Elektronischer Buchfahrplan, Diagnosedisplay, Fahrgastinformations- und Zugfunkdisplay) direkt in die Darstellung des Führerstandes. Des Weiteren sind die in Zusi simulierten Zugbeeinflussungssysteme um das ETCS ergänzt worden.
Ende September 2021 wurde Zusi Version 3.5 angekündigt, die erstmals auch auf modernen 64-bit Architekturen lauffähig sein soll. Die 64-bit Version ist seit Januar 2023 verfügbar. Alle Oberflächen des Zugsimulators sind nun auch High-DPI tauglich.

### Umfang der Demo-Version
Die Demo-Version von Zusi 3 enthält die Teilstrecke Altenbeken–Bad-Driburg der Bahnstrecke Altenbeken–Kreiensen (sowie angrenzende Streckenstücke) und stellt folgende Triebfahrzeugtypen zur Verfügung:
- Diesellok DB-Baureihe 216 und Ellok DB-Baureihe 120 mit fotorealistischen Führerständen
- Diesellok DB-Baureihe 260 (V 60) und Ellok DB-Baureihe 110 mit generischen Führerständen.

### Strecken
Die Streckennetze in Zusi 3 sind modular erweiterbar. Ein Streckenmodul umfasst typischerweise einen Bahnhof und die angrenzenden freien Strecken. Das größte Streckennetz reicht seit Februar 2024 von Hamburg im Norden über Kirchheim im Süden bis Dortmund im Westen. Der offizielle Streckenbestand der Hobby-Version bildet (Stand Januar 2025) insgesamt 2.113 Kilometer des DB-Gesamtnetzes ab (2.259 Kilometer mit den Einzelmodulen, die noch nicht im offiziellen Bestand sind). Aktuell (Stand Juli 2025) sind die Nachbauten folgender Verbindungen befahrbar:
- Hannover–Hamburg (KBS 110) mit der Teilstrecke Celle bis Hamburg-Veddel
- Marschbahn (KBS 130) mit der Teilstrecke Friedrichstadt bis Westerland
- Eiderstedtquerbahn (KBS 135) Husum – Bad St. Peter-Ording
- Bahnstrecke Lübeck–Lüneburg (KBS 145) mit der Teilstrecke Lüneburg bis Güster
- Hannöversche Südbahn (KBS 350, 611) mit den Teilstrecken Rethen (Leine) bis Elze (Han), Edesheim bis Göttingen und Hann Münden bis Kassel
- Schnellfahrstrecke Hannover–Würzburg (KBS 351) mit der Teilstrecke Rethen (Leine) bis Bbf Kirchheim
- Bahnstrecke Lehrte–Nordstemmen (KBS 360.3)
- Bahnstrecke Hannover–Altenbeken (KBS 360.5) mit der Teilstrecke Hameln bis Altenbeken
- Lehrte–Celle (KBS 360.6.7)
- Bahnstrecke Elze–Löhne (KBS 372) mit der Teilstrecke Elze bis Hameln
- Köln-Duisburg (KBS 415, 450.1.6.11) mit der Teilstrecke Köln bis Düsseldorf
- Aachen – Mönchengladbach (KBS 425, 485) mit der Teilstrecke Aachen Hbf bis Übach-Palenberg
- Hamm–Kassel (KBS 430) mit der Teilstrecke Salzkotten bis Kassel
- Bahnstrecke Dortmund–Soest (KBS 431) mit der Teilstrecke Dortmund Hbf bis Dortmund-Hörde
- Ardeybahn (KBS 433) mit der Teilstrecke Schwerte (Ruhr) bis Dortmund-Hörde
- Obere Ruhrtalbahn (KBS 435)
- Ruhr-Siegstrecke (KBS 440) mit der Teilstrecke Hagen Hbf nach Hagen-Kabel
- Dortmund-Hagen (KBS 450.5) mit der Teilstrecke Dortmund Hbf - Witten-Annen Nord
- Siegstrecke (KBS 460) mit der Teilstrecke Siegburg/Bonn bis Etzbach
- Göttingen–Bebra (KBS 540.1, 611, 613) mit der Teilstrecke Göttingen Gbf bis Eichenberg
- Friedrich-Wilhelms-Nordbahn (KBS 610) mit der Teilstrecke Melsungen-Röhrenfurth bis Baunatal-Guntershausen
- Bahnstrecke Halle–Hann. Münden (KBS 611) mit der Teilstrecke Eichenberg bis Hann Münden
- Main-Weser-Bahn (KBS 620) mit der Teilstrecke Kassel Hbf bis Baunatal-Guntershausen
- Wutachtalbahn (KBS 743, 12737) mit der Teilstrecke Geisingen-Hausen bis Weizen
- Bahnstrecke Regensburg–Weiden (KBS 855) mit der Teilstrecke Regensburg Walhallastraße bis Schwarzenfeld
- Bahnstrecke Nürnberg-Schwandorf (KBS 870) mit der Teilstrecke Luitpoldhütte bis Schwandorf
- Augsburg–Donauwörth (KBS 900) mit der Teilstrecke Augsburg-Oberhausen bis Bäumenheim
- Schnellfahrstrecke Erfurt-Landesgrenze Thüringen/Bayern (KBS Fv1) mit der Teilstrecke Erfurt Hbf bis Übf Theuern

Neben den originalgetreu nachgebildeten Strecken sind auch Nachbauten stillgelegter Bahnstrecken befahrbar:
- Plockhorst-Peine (KBS 208a)
- Celle-Braunschweig (KBS 211a) mit der Teilstrecke Uetze (Han) bis Wense

Mit dem Add-On Paket 203 ist die erste Bahnstrecke außerhalb des Netzes der Deutschen Bahn AG veröffentlicht worden.
- LGV Est européenne der SNCF mit der Teilstrecke Tilloy-et-Bellay bis Brizeaux

### Zusi 3 Professional

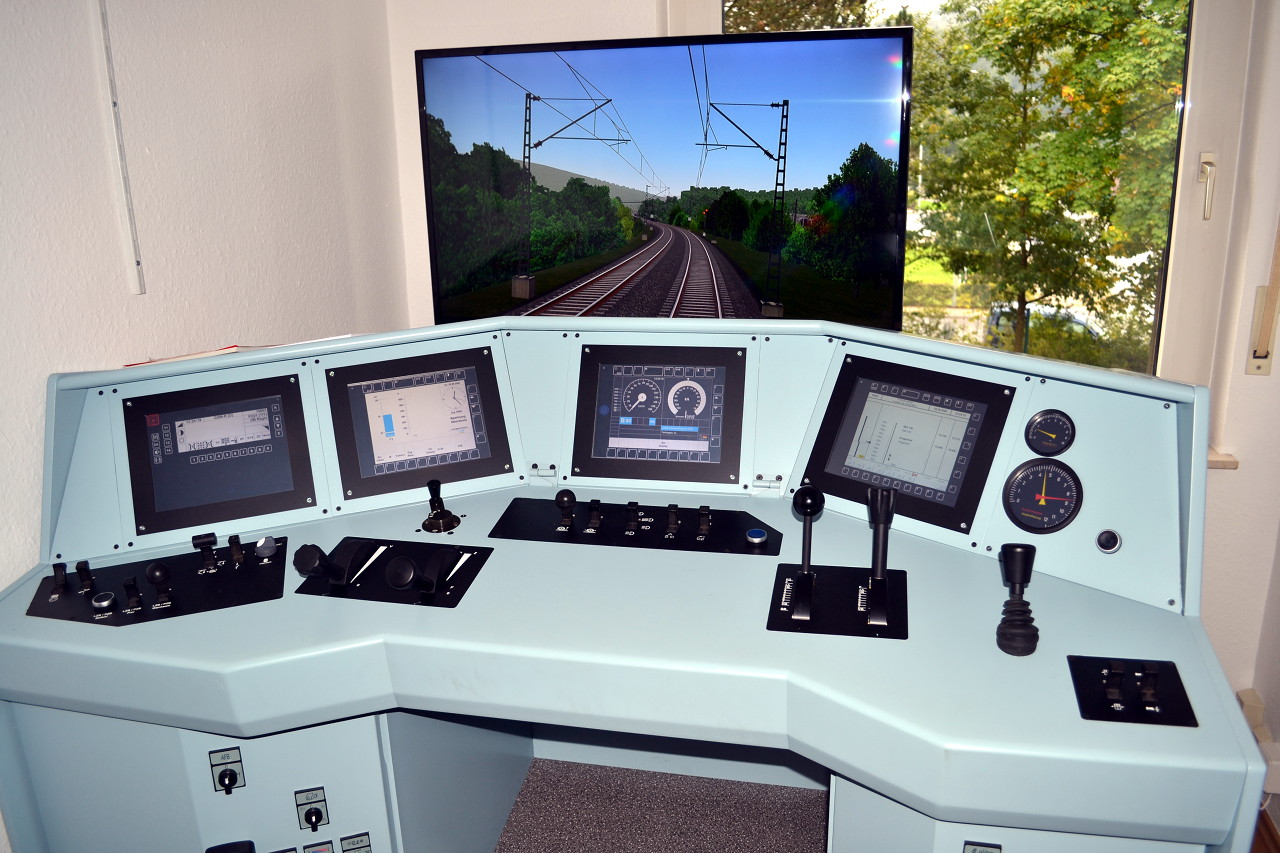
Ausbildungsfähiger Simulator E-Lok Baureihe 185 basierend auf Zusi 3

Zusi 3 wird vom Entwickler Carsten Hölscher auch im professionellen Bereich vermarktet. So zeigte beispielsweise der Bahnhersteller Bombardier Transportation auf der InnoTrans 2008 ein Assistenzsystem für energiesparende Fahrweise, das zu Demonstrationszwecken an eine Zusi-Version gekoppelt war. Zusammen mit Fahrpulten als Nachbau von Original-Führerständen werden Zusi-basierte Simulatoren von Bahn-Bildungsanbietern zur Unterstützung der Triebfahrzeugführer-Ausbildung eingesetzt, sowohl bei Eisenbahnverkehrsunternehmen als auch in Berufsschulen. Auch in der universitären Forschung und Lehre kommt Zusi 3 bei verschiedenen Hochschulen zum Einsatz.
Der Fahrsimulator von Zusi Professional kann mit Stellwerkssimulatoren anderer Anbieter gekoppelt werden. Die Staatliche Fachschule Gotha nutzt dies beispielsweise in ihrem Eisenbahnbetriebslabor für das Training des Zusammenspiels zwischen Triebfahrzeugführer, Fahrdienstleiter und Disponent.

## Community
Die Vielfalt der für Zusi 2 und mittlerweile auch für Zusi 3 verfügbaren Streckennetze (Nachbildungen vorbildgetreuer Strecken als auch Fantasiestrecken) und Erweiterungen wie Rollmaterial oder Zusatzprogramme zum Streckendesign wird durch eine große Fangemeinde von Zusi ermöglicht. Neben einem regen Erfahrungsaustausch in Internetforen finden auch regelmäßig Benutzertreffen an variierenden Orten statt.